# لانیک گائوتری
لانیک گائوتری (به انگلیسی: Lannick Gautry) (زاده ۳ مارس ۱۹۷۶) بازیگر فرانسوی است.
از فیلم‌های معروف او می‌توان به بازی در فیلم عروسک‌های روسی و بریس از نیس اشاره کرد.